# Andromeda (ozvezdje)
Andromeda je eno izmed 48 ozvezdij, ki jih je določil grško-rimski astronom Ptolemaj, in se tudi danes prišteva k 88 sodobnim ozvezdjem. Leži severno od nebesnega ekvatorja. Poimenovana je po princesi Andromedi, hčerki Kasiopeje iz grške mitologije, ki je bila priklenjena na skalo kot daritev morski pošasti Kitu. Andromeda je na nebu najlepša med jesenskimi večeri na severni zemeljski polobli. Na nebu jo je mogoče videti ob drugih likih iz mita o Perzeju. Zaradi svoje severne deklinacije je Andromeda vidna samo do približno 40° južne širine; za opazovalce, ki so južneje, vedno leži pod obzorjem. To je tudi eno od največjih ozvezdij na našem nebu, saj je njena kotna velikost kar 722 kotnih stopinj. S tem je 1400-krat večja od polne lune, 55 % velikosti največjega ozvezdja, Vodne kače, in več kot 10-krat večja od najmanjšega ozvezdja, Križa.
Njena najsvetlejša zvezda, Alfa Andromede, je dvozvezdje, ki so ga nekoč šteli k Perzeju. Gama Andromede je barvno dvozvezdje in priljubljeno opazovalno telo ljubiteljskih astronomov. Beta Andromede je rdeča orjakinja in je le za kanček temnejša kot Alfa, njena barva pa je prepoznavna celo s prostim očesom. Najbolj izrazito telo globokega vesolja je zagotovo Andromedina galaksija (M31, tudi Velika galaksija v Andromedi), ki je vidna celo s prostim očesom. To je nam najbližja spiralna galaksija in eden najsvetlejših Messierjevih teles. Znotraj ozvezdja leži tudi več manjših in temnejših galaksij, med drugim tudi satelitski galaksiji Velike galaksije v Andromedi: M110 in M32. Andromeda vključuje tudi temnejšo in bolj oddaljeno galaksijo NGC 891. V teleskopih je mogoče videti tudi planetarno meglico NGC 7662 (znano kot Modra snežena krogla). Skozi okular je vidna kot modro krožno telo.
V kitajski astronomiji so zvezde, ki zdaj gradijo Andromedo, sestavljale štiri različna ozvezdja, ki so imela astrološko in mitološko pomembnost. Ozvezdje, ki je povezano z Andromedo, obstaja tudi v indijski mitologiji. Andromeda je tudi mesto radianta Andromedidov, šibkega meteorskega roja, ki se pojavlja novembra.

## Zgodovina in mitologija
Uranografija Andromede sega daleč v grško zgodovino, saj se je ženska oblika Andromedine lokacije pojavila že v babilonski astronomiji. Zvezde, ki zdaj gradijo ozvezdje Rib in osrednji del sodobne Andromede, so nekdaj tvorile ozvezdje, ki je predstavljalo boginjo plodnosti, občasno imenovano Anunitum ali Dama nebes.
Andromeda je v slovenščini znana tudi kot »Vklenjena dama« ali »Vklenjena ženska«. V latinščini je bila znana kot Mulier Catenata (»vklenjena ženska«), v arabščini pa kot al-Mar'at al Musalsalah. Imenovali so jo tudi Persea (»Perzejeva žena«) ali Cepheis (»Kefejeva hči«). Obe imeni se nanašata na Andromedino vlogo v grško-rimskem mitu o Perzeju, v katerem se je Kasiopeja, kraljica Etiopije, hvalila, da je njena hči lepša od Nereid, morskih nimf, ki so osvajale s svojo presunljivo lepoto. Nimfe so se zaradi takega mnenja maščevale tako, da so s podkupnino prepričale morskega boga Pozejdona, da Kasiopejo kaznuje. To je naredil tako, da je morsko pošast Kita poslal napasti Etiopijo. Paničen Andromedin oče Kefej je povedal, da je Amonovo preročišče dejalo, da je edini način za rešitev kraljevine ta, da svojo hčerko žrtvuje Kitu. Vklenili so jo na skalo na morju, od koder pa jo je rešil junak Perzej, ki je po eni različici te zgodbe uporabil Meduzino glavo, da je pošast spremenil v kamen. Po drugi različici (različica, ki jo je v Metamorfozah zapisal rimski pesnik Ovidij), je Perzej pošast presekal z diamantnim mečem. Perzej in Andromeda sta se pozneje poročila. Mit pravi še, da sta imela pozneje devet otrok – sedem sinov in dve hčerki – in da sta tudi ustanovila Mikene in pripadajočo Perzejevo dinastijo. Po smrti je boginja Atena Andromedo počastila s tem, da jo je ppostavila na nebo kot ozvezdje. Mit o Perzeju vključuje tudi številna sosednja ozvezdja na nebu (Perzej, Kasiopeja, Kit in Kefej). Andromeda je povezana z ozvezdjem Pegaz.
Andromeda je bila eno izmed 48 ozvezdij, ki jih je v 2. stoletju v delu Almagest, v katerem je opredelil nekatere vzorce zvezd obravnaval astronom Ptolemaj. Njeno glavo je označil z α Andromede, verige z ο in λ Andromede in telo ter noge z δ, π, μ, Β in γ Andromede. Žal pa ne obstaja nobena splošna upodobitev Almagestove predstave telesa, glave in verig. Arabski astronomi so že poznali Ptolemajeva ozvezdja, vendar so namesto Andromedinih stopal raje oblikovali svoje ozvezdje ribe. Leta 1787 je Johann Bode iz več zvezd Andromede in Kuščarice v čast Frideriku II. Velikemu zasnoval ozvezdje Frederici Honores (nemško tudi Friedrichs Ehre), vendar se je nanj kmalu pozabilo. Znova se je uveljavilo Ptolemajevo ozvezdje Andromede. Tako je ostalo tudi do uradne razglasitve Mednarodne astronomske zveze (IAU), da je Andromeda postala priznano ozvezdje, čeprav zaradi ravnih mej in le omejenega območja zdaj vsebuje tudi nekaj vzorcev preostalih ozvezdij. Leta 1922 je IAU opredelila priporočeno tričrkovno kratico »And«. Leta 1930 je Eugène Delporte določil uradne meje Andromede kot poligon iz 36 črt. Njena rektascenzija je med 22h 57,5m in 2h 39,3m, njena deklinacija pa leži med 53,19° in 21,68° v ekvatorialnem koordinatnem sistemu.

### V nezahodni astronomiji
V tradicionalni kitajski astronomiji tvori devet zvezd iz Andromede (vključno z Beto, Mi in Ni Andromede) skupaj s sedmimi zvezdami iz Rib eliptično ozvezdje, imenovano »Noge« (奎宿). To ozvezdje je predstavljalo stopalo hodečega človeka ali merjasca. Gama Andromede in njene sosede so imenovali »Teen Ta Tseang Keun« (天大将军, nebeški veliki general); ta je v astrologiji predstavljal čast, v mitologiji pa velikega generala. Alfa Andromede in Gama Pegaza skupaj tvorita »Zid« (壁宿), ki predstavlja vzhodni zid cesarjeve palače in/ali cesarjevo osebno knjižnico. Za Kitajce je severni del ozvezdja predstavljal hlev za menjavo konjev (tianjiu, 天厩, hlev na nebu) in daljni zahodni del pa je skupaj s Kuščarico postal Tengshe ali leteča kača.
Veliko zvezd iz Andromede, M31 in nekaj zvezd iz Rib je pri Arabcih tvorilo ozvezdje »Al Hut« (riba). Iz Andromede so Arabci vzeli ν And, μ And, β And, η And, ζ And, ε And, δ And, π And in 32 And, iz Rib pa so vključili ν Psc, φ Psc, χ Psc in ψ Psc.
Hindujske legende o Andromedi so podobne grškim mitom. Antična sanskrtska besedila opisujejo Antarmado, pribito na skalo, tako kot v grški mitologiji. Učenjaki domnevajo, da so bili hindujski in grški miti zelo tesno povezani; še en dokaz je podobnost imen »Antarmada« in »Andromeda«.
Andromeda se pri Mezopotamcih povezuje z zgodbo o stvarjenju o Tiamat, božanstvu kaosa. Svojemu možu, Apsuju, je rodila veliko demonov, vendar jih je nazadnje želela uničiti v vojni, ki se je končala tako, da jo je ubil bog Marduk. Iz njenega telesa je oblikoval znamenja časa za ljudi.
Na Marshallovih otokih so ozvezdja Andromeda, Kasiopeja, Trikotnik in Oven povezana v pliskavico. Andromedine svetle zvezde večinoma predstavljajo telo pliskavice; Kasiopeja predstavlja njen rep in Oven njeno glavo. Na otokih Tuamotu so Alfo Andromede imenovali Takurua-e-te-tuki-hanga-ruki, kar pomeni »Zvezda napornega dela«, Beto pa so imenovali Piringa-o-Tautu.

## Značilnosti

### Zvezde
- α And (Alferatz, Sirah) je najsvetlejša zvezda tega ozvezdja. To je dvozvezdje sprektralnega razreda A0p[10] z navidezno magnitudo 2,1 in izsevom 96 L☉.[22] Od Zemlje je oddaljena 97 svetlobnih let.[23] V zahodni mitologiji predstavlja Andromedino glavo, tradicionalni arabski imeni – 'Alferatz' in 'Sirah' iz fraze surrat al-faras – [15] pa včasih prevajajo kot »popek žrebca«.[12][24][25] Arabski imeni odkazujeta, da je α And nekoč skupaj s tremi zvezdami v Pegazu (α, β in γ Peg) tvorila asterizem »Veliki Pegazov kvadrat«, zato je hkrati pripadala Andromedi in Pegazu in jo je Bayer uradno poimenoval »Delta Pegaza« (δ Peg). To ime se zdaj uradno ne uporablja več.[10][12][22]
- β And (Mirah) je rdečkasta orjakinja spektralnega tipa M0.[10][26] Leži v asterizmu, znanem kot »pas«. Od nas je oddaljena 198 svetlobnih let.[26] Njena navidezna magnituda znaša 2,06,[27] njen izsev pa 115 L☉.[22] Njeno ime izhaja iz arabske fraze al-Maraqq, kar pomeni ledja ali ledveno oblačilo[25] (po Ptolemajevem zapisu). Toda Arabci so β And najpogosteje obravnavali kot del ozvezdja Al Hut. Al Hut je bilo ozvezdje, ki je iz Andromedinih stopal sestavilo večjo ribo, kot v ozvezdju Rib.[15]
- γ And (Almah) je svetlo oranžna orjakinja spektralnega tipa K3.[10] Leži v južnem delu ozvezdja in ima navidezno magnitudo 2,14.[22] Almah je večzvezdje z rumeno osnovno komponento magnitude 2,3 in modrozeleno sekundarno zvezdo magnitude 5,0. Med seboj sta ločeni 9,7 kotnih sekund.[11][12][24] Britanski astronom William Herschel je o zvezdi dejal: »presenetljiva razlika v barvah obeh zvezd je kazal, da sta to sonce in njegov planet, saj sta bili njuni barvi razmeroma kontrastni«.[28] Sekundarno zvezdo je Herschel opisal kot »svetlo modro v barvi neba, približujočo se zeleni«.[28] V resnici je tudi sama dvozvezdje s sekundarno komponento magnitude 6,3[11] in obhodno periodo 61 let.[22] Sistem je od nas oddaljen 358 svetlobnih let.[29] Almah je bil poimenovan po arabski frazi ʿAnaq al-Ard, kar pomeni 'zemeljski otrok', kar je nejasno sklicevanje na žival, ki pomaga levu pri iskanju plena.[15][25]
- δ And je oranžna orjakinja tipa K3[10] z magnitudo 3,3.[27] Od Zemlje je oddaljena 105 svetlobnih let.[30]
- ι And, κ, λ, ο in ψ And tvorijo asterizem »Friderikova slava«. Ime je izpeljano iz nekdanjega imena ozvezdja Honores Friderici.[16] ι And je modrikasta zvezda glavne veje tipa B8. Od nas je oddaljena 502 svetlobni leti.[31] κ And je bela zvezda glavne veje tipa B9 IVn. Od nas je oddaljena 168 svetlobnih let.[32] λ And je rumenkasta orjakinja spektralnega tipa G8. Od Zemlje je oddaljena 86 svetlobnih let.[33] ο And je modrikasta orjakinja tipa B6. Oddaljena je 679 svetlobnih let.[34] ψ And je modrobela zvezda glavne veje tipa B7. Od nas je oddaljena 988 svetlobnih let.[35]
- μ And je bela zvezda glavne veje tipa A5 in ima magnitudo 3,9.[27] Od nas je oddaljena 130 svetlobnih let.[36]
- υ And (Titavin)[37] je dvozvezdje magnitude 4,1,[27] ki jo sestavljata dve zvezdi: pritlikavka tipa F in rdeča pritlikavka. Primarna zvezda ima planetarni sistem s štirimi potrjenimi planeti. Po vrsti imajo 0,96, 14,57, 10,19 in 1,06 mase Jupitra.[38] Sistem je od nas oddaljen 44 svetlobnih let.[39]
- ξ And (Adhil) je dvozvezdje, ki je oddaljena 217 svetlobnih let. Primarna zvezda je oranžna orjakinja tipa K0.[40]
- π And je modro nasičena dvozvezdje z magnitudo 4,3.[27] Par je od nas oddaljen 598 svetlobnih let. Primarna zvezda leži na glavni veji. Ima spektralni tip B5.[41] Njena spremljevalka ima navidezno magnitudo 8,9.[27]
- 51 And (Nembus[37]) je sprva Johann Bayer prištel k Perzeju, pri čemer jo je poimenoval »Ipsilon Perzeja (υ Per)«. Pozneje jo je k Andromedi prestavila Mednarodna astronomska zveza.[42] Od Zemlje je oddaljena 177 svetlobnih let. To je oranžna orjakinja s spektralnim tipom K3.[43]
- 54 And se je tako imenovala le nekoč; zdaj se imenuje φ Per.[12][42]
- 56 And je optično dvozvezdje. Primarna komponenta je rumenkasta zvezda tipa K0 z navidezno magnitudo 5,7.[27] Od nas se nahaja na razdalji 316 svetlobnih let.[44] Sekundarna zvezda je oranžna orjakinja z navidezno magnitudo 5,9. Od nas je oddaljena 990 svetlobnih let[27]
- R And je spremenljivka tipa Mire s periodo 409 dni. Njena maksimalna magnituda je 5,8, njena minimalna magnituda pa samo 14,8.[10] Svoj sij spreminja na oddaljenosti 1.250 svetlobnih let od Zemlje.[45] V Andromedi se nahaja še 6 zvezd podobnih Miri.[22]
- Z And je zvezda tipa M, ki spada v razred simbiotskih spremenljivk. Njena magnituda niha od 12,4 pa vse do 8,0.[22] Od nas je oddaljena 2.720 svetlobnih let.[46]
- Ross 248 (HH Andromede) je Zemlji deveta najbližja zvezda, saj je od nas oddaljena samo 10,3 svetlobnih let.[5] Zaradi tipa M6 je rdeče barva. Spada v kategorijo spremenljivk tipa BY Zmaja.[47]
- 14 And (Veritate[37]) je rumena orjakinja tipa G8, ki je od nas oddaljena 251 svetlobnih let.[48] Ima maso 2,2 M☉ in polmer 11 R☉. Ima tudi en eksoplanet, 14 Andromede b, ki so ga odkrili leta 2008. Okoli zvezde kroži planet z maso 4,3 MJ na razdalji 0,83 astronomske enote. En obhod naredi v 186 dnevih.[49]

Glede na zvezde, katerih svetlost presega 4. magnitudo (in tiste, pri katerih poznamo izsev), ima Andromeda razmeroma enakomerno porazdeljene stare in zvezde glavne veje.

### Telesa globokega vesolja
Ozvezdje Andromeda je precej odmaknjeno od galaktične ravnine, zato ne vsebuje nobenih odprtih kopic ali svetlih meglic Rimske ceste. Zaradi optične oddaljenosti od zakrivajočega plina, prahu in gneče zvezd je lahko v Andromedine robove vključenih veliko vidnih oddaljenih galaksij. Najbolj znano telo globokega vesolja v Andromedi je spiralna galaksija Messier 31 (M31) ali NGC 224. Večinoma je poznana kot Andromedina galaksija. M31 je eno najbolj oddaljenih teles, vidnih s prostim očesom. Od nas je namreč oddaljen 2,2 milijona svetlobnih let (ocenjujejo, da morda tudi vse do 2,5 milijona svetlobnih let). Pod temnim in prosojnim nebom je viden kot okrogel madež na severnem delu ozvezdja. M31 je največja soseda naše galaksije in tudi največja predstavnica krajevne skupine galaksij. M31 ima premer 200.000 svetlobnih let, kar je dvakrat več od Rimske ceste. Ima zelo veliko navidezno velikost – 192,4-krat 62,2 kotnih minut kotne velikosti – spiralna galaksija s prečko, ki je podobna naši galaksiji. Zaradi magnitude 3,5 je med najsvetlejšimi telesi globokega vesolja severnega neba. Čeprav je vidna že s prostim očesom, so jo kot »mali oblak« blizu Andromedine postave opazili šele Arabci leta 964 n. št., in sicer jo v svoji Knjigi nepremičnih zvezd omenja astronom Ali Sufi. M31 je s teleskopom leta 1612, kmalu po njegovem izumu, opazoval Simon Marij.
Prihodnost Andromede in Rimske ceste je nevarna: po približno 5 milijardah let se bi lahko začel trk Andromede z Rimsko cesto, ki bi privedel do intenzivnejšega porajanja zvezd.
Ameriški astronom Edwin Hubble je M31 (takrat znano kot Andromedino meglico) leta 1923 vključil v svojo odmevno raziskavo o galaksijah. Z uporabo 100-palčnega teleskopa Hooker v observatoriju Mount Wilson v Kaliforniji je opazoval kefeidne spremenljivke v M31 ob iskanju nove, ki bi mu omogočala določiti njihovo razdaljo z uporabo zvezd kot standardnih svetilnikov. Izmerjena razdalja je močno presegala velikost Rimske ceste, na podlagi česar je sklenil, da vesolje vsebuje številna telesa, ki se vedejo kot »otoška vesolja«. Hubble je sprva izračunal, da je Andromedina galaksija od nas oddaljena 900.000 svetlobnih let, približek Ernsta Öpika pa je leta 1925 razdaljo do te galaksije povečal na celega 1,5 milijona svetlobnih let.
Glavni spremljevalki Andromedine galaksije M32 in M110 (znani tudi kot NGC 221 in NGC 205) sta temni eliptični galaksiji, ki ležita tik zraven nje. M32 je zaradi veliko manjše velikosti kot M110 (8,7-krat 6,4 kotnih minut) v teleskopu videti kot majhen madež na večji galaksiji. M110 se zdi tudi rahlo večja in dlje od večje galaksije; M32 je 0.5° južno, M32 pa je 1° severozahodno od skorje. M32 je leta 1749 odkril francoski astronom Guillaume Le Gentil. Ugotovil je, da leži veliko bliže kot sama Andromedina galaksija. V binokularjih je zaradi visoke površinske svetlosti 10,1 in magnitude 9,0 vidna že s temnejših krajev na Zemlji. M110 je uvrščena bodisi v razred pritlikavih sferoidalnih galaksij ali preprosto v razred generičnih eliptičnih galaksij. Je veliko temnejša kot M31 in M32, po velikosti presega M42 ter ima površinsko svetlost 13,2, magnitudo 8,9 in velikost 21,9 krat 10,9 kotnih minut.
Andromedina galaksija skupaj z M32 in M100 obsega 15 satelitskih galaksij. Devet jih leži na skupni ravnini, kar je astronome privedlo do zamisli, da imajo skupen izvor. Te satelitske galaksije so kot sateliti Rimske ceste starejše pritlikave eliptične in pritlikave sferoidalne galaksije z majhno gostoto plina.
Skupaj z Andromedino galaksijo in njenimi spremljevalci je v ozvezdju tik vzhodno od Almaha videti tudi manjšo galaksijo NGC 891. Ta spiralna galaksija je vidna le z roba, sredino pa je videti kot temen prašen sij. NGC 891 je zaradi magnitude 9,9 zelo temna in majhna. Površinska magnituda 14,6 kaže, da je velika 13,5-krat 2,8 kotnih minut. NGC 891 sta odkrila brat in sestra William in Caroline Herschel avgusta 1783. Galaksija je od nas glede na rdeči premik 0,002 oddaljena približno 30 milijonov svetlobnih let.
Andromedina najbolj znana odprta kopica je NGC 752 (Caldwell 28), ki ima magnitudo kar 5,7. To je razpršena kopica v Rimski cesti s premerom 49 kotnih minut, prepoznavna po okrog dvanajst svetlih zvezdah, čeprav je že pri majhnih povečavah videti več kot 60 zvezd 9. magnitude. Najverjetneje je najslabše vidna odprta kopica na nebu. Druga odprta kopica v Andromedi je NGC 7686, ki ima podobno magnitudo 5,6 in je tudi del Rimske ceste. Ima premer 15 kotnih minut in vsebuje okoli 20 zvezd, kar pomeni, da je bolj stisnjena kot kopica NGC 752.
V Andromedi pa obstaja tudi dobro vidna planetarna meglica: NGC 7662 (Caldwell 22). Leži približno tri stopinje jugozahodno od Jote Andromede. »Modra snežena kepa«, kot jo pogosto imenujejo, je od nas oddaljena 4000 svetlobnih let in je priljubljeno opazovalno telo astronomov. Svoje slavno ime ima zato, ker je s teleskopom videti kot temna, okrogla in modrozelena meglica z magnitudo 9,2. Pri večjih povečavah je videti kot rahlo eliptičen disk, ki postaja proti središčni zvezdi z magnitudo 13,2 temnejši. Meglica ima magnitudo 9,2 in velikost 20-krat 130 kotnih sekund.

### Meteorski dež
Vsak november se na nočnem nebu pojavijo utrinki Andromedi, ki imajo radiant v ozvezdju Andromede. Dež ima svoj vrhunec v sredini ali konec novembra, vendar ta vrhunec znaša samo 2 meteorja na uro. Astronomi so Andromedide nekoč povezovali z Bielovim kometom, ki je razpadel v 19. stoletju. To povezavo so pozneje ovrgli. Andromedidi so znani kot zelo počasni. Ta dež je difuzen, saj se utrinki vidijo tudi v bližnjih ozvezdjih Andromede. Andromedidi se včasih pojavijo kot rdeče ognjene krogle. Meteorski dež povezujejo z najveličastnejšimi meteorskimi nevihtami 19. stoletja; nevihti leta 1872 in 1885 naj bi dosegli vrhunec dveh utrinkov na sekundo (zenitna urna frekvenca je znašala 10.000), kar je nekega kitajskega astronoma spodbudilo, da je meteorje primerjal s padajočim dežjem. Andromedidi so dosegli vrhunec še 3.–5. decembra 2011 kot najaktivnejši roj po letu 1885 z največjo zenitno urno frekvenco 50 meteorjev na uro. Izbruh leta 2011 so povezali s kometom Biela, ki je obletel Sonce leta 1649. Noben od opazovanih meteoroidov ni vseboval materiala iz izbruha kometa leta 1846. Naslednja izbruha sta napovedana za leti 2023 in 2036.